# Eutanázia
Az eutanázia a gyógyíthatatlan beteg halálának a beteg kívánságára vagy beleegyezésével történő (aktív vagy passzív) meggyorsítása, illetve a páciens részéről szükségtelennek tartott orvosi beavatkozásról való tudatos lemondás.
Az eutanázia szó eredete a görög εὐθανασία szókapcsolat: az εὖ (eu) jelentése: jó, szép, kellemes, a θάνατος (thanatos) jelentése halál.
Amely jogrendszerben nincs az eutanáziára vonatkozó jogszabály, ott az eutanáziát öngyilkosságnak, vagy ha mások segítenek benne akkor gyilkosságnak tekintik.

## A kérdés eltérő megítélései

### Humanizmus
Az eutanázia kérdését humanista elvek alapján elfogadók az emberi jogokból indulnak ki: az embernek nemcsak az élethez van joga, hanem a halálához is. Felfogásuk szerint az embernek joga van a szenvedéstől való meneküléshez, megszabaduláshoz, a méltó halálhoz.

### Utilitarizmus
A kérdést utilitarista szemlélettel közelítők kisebb értéket tulajdonítanak az életnek, amikor annak hasznossága csökken, vagy a végéhez közeledik: gyógyíthatatlan és fájdalmas betegség esetén, vagy a végstádiumba jutott beteg esetében az élet fenntartása már nem áll érdekében sem a betegnek, sem a családjának, hozzátartozóinak, sem a társadalomnak. 

### Vallási megközelítés

#### Katolikus egyház
A kérdést keresztény hitelvek alapján megítélők a szenvedést az élet természetes részének tekintik, sőt bizonyos lelki megtisztulást is rendelnek hozzá. A katolikus hitbeli meggyőződés szerint az emberi élet szent, az Isten ajándéka, de nem örökbe kapott, hanem „használatra” kapott ajándék, amely felett csak Isten rendelkezhet. Ezért (ötödik parancsolat) bűn az emberölés valamint az öngyilkosság és az öngyilkosságban való közreműködés is.
A katolikus erkölcstan szerint ezért nem megengedett: 
- az aktív közvetlen, szándékolt eutanázia (= emberölés),
- az aktív, közvetett, szándékolt eutanázia (= öngyilkosságban való részvétel),
- a passzív eutanáziának az a fajtája, amikor olyan újraélesztő vagy életben tartó eljárások elhagyásáról vagy abbahagyásáról van szó, amelyek rendesnek, szokásosnak és arányosnak mondhatók.

A katolikus tanítás szerint viszont megengedett:
- az aktív, nem szándékolt beavatkozás, amelynek a célja nem a halál bekövetkezésének meggyorsítása, hanem az elviselhetetlen fájdalom csillapítása (amely eljárást ezért sokan nem is tartják eutanáziának)
- a rendkívüli, aránytalan, „túlbuzgó” terápiás eljárások elutasítása.[1]

## Története

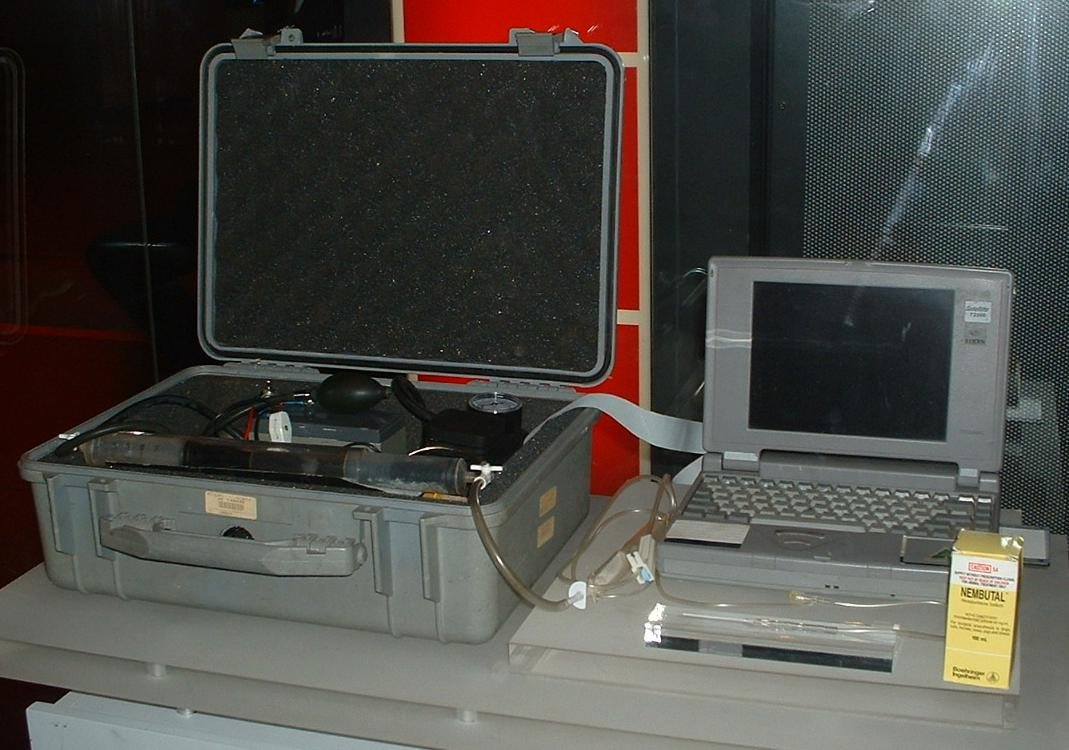
A beteg szervezetébe mérget juttató "Eutanázia-gép"

Az a vélemény, amely szerint az eutanázia erkölcsi szempontból megengedhető, Szókratészig, Platónig és a sztoikus filozófusokig vezethető vissza.
Angliában 1935-ben az eutanázia legalizálására vonatkozó szervezett mozgalom indult, amikor C. Killick Millard megalapította a Voluntary Euthanasia Legalisation Society nevű szervezetet, az eutanázia törvényesítéséért küzdők önkéntesek társaságát. A társaság törvénytervezetét a Lordok Háza 1936-ban és 1950-ben elutasította.
Az Egyesült Államokban az Euthanasia Society of America szervezetét 1938-ban alapították.

### Eutanázia program a nemzetiszocialista Németországban
A náci Németországban tudatosan törekedtek az eugenetikára, ennek folyományaként kezdődött meg 1940-ben a T-4 Eutanázia Program. A program célja volt, hogy szisztematikusan megöljék, sterilizálják azokat a testileg, szellemileg fogyatékos, pszichésen beteg embereket, akik "nem járulnak hozzá a német faj genetikai állományának javításához". Tulajdonképpen a T-4 Eutanázia Program egyfajta eugenetikai program volt, nélkülözve az eutanáziának azokat az ismérveit, melyek megkülönböztetik az egyszerű emberöléstől (saját elhatározás, gyógyíthatatlan beteg, szenvedések megelőzése, csökkentése). A program során közel 200 000 embert gyilkoltak meg, ám maga a program mégis meghiúsult, köszönhetően a betegek hozzátartozóinak és az egyház egyre erősödő nyomásának.

## Fajtái

Az eutanázia jogi szabályozása:
Aktív eutanázia engedélyezett
Passzív eutanázia (kezelés elutasítása) engedélyezett
Aktív eutanázia nem engedélyezett, passzív eutanázia nincs szabályozva
Az eutanázia semelyik formája sem engedélyezett

Az eutanáziának több fajtája van, ezeket aszerint különböztetjük meg, hogy önkéntesen választja-e az érintett személy, vagy mások döntenek róla (nem önkéntes eutanázia), illetve közvetlen vagy közvetett módon, szándékoltan vagy szándékolatlanul, cselekvéssel vagy mulasztással valósul-e meg. A gyógyíthatatlan betegségben szenvedők szándékos módon történő halálba segítését a világon 13 ország jogszabályai engedik meg.

### Aktív, közvetlen, szándékolt eutanázia
Egy személy közvetlen beavatkozással (saját kezűleg) meggyorsítja vagy előidézi egy másik személy halálának bekövetkeztét, annak vagy gondviselőjének tényleges vagy feltételezett kívánságára (pl. méreginjekció beadása). Az eutanázia közvetlen segítését a jogszabályok Belgiumban, Hollandiában, Luxemburgban, Kolumbiában, Új-Zélandon, Spanyolországban és Portugáliában engedik meg. Korábban Portugáliában alkotmányellenesnek találták, végül 2021 januárjában szavazta meg a parlament az eutanáziatörvényt.

### Aktív, közvetett, szándékolt eutanázia
Öngyilkosságban való közvetett közreműködés, az öngyilkosság segítése (például méreg beszerzése a betegsége miatt öngyilkosságra készülő számára, aki a mérget maga veszi be). Az öngyilkosság támogatását a jogszabályok Ausztriában, Finnországban, Németországban, Svájcban, Kanadában és az Egyesült Államok bizonyos területein (California, Colorado, Montana, Oregon, Vermont, Washington DC) engedik meg.

### Aktív, közvetlen, nem szándékolt eutanázia
Ez is aktív, közvetlen beavatkozás, de a célja a gyógyítás vagy fájdalomcsillapítás, és nem a halál; de számításba véve azt a lehetőséget, hogy a beavatkozás a halál gyorsabb bekövetkezésével járhat. Például elviselhetetlen fájdalom esetén intenzívebb fájdalomcsillapítás, melynek eredményeképp megszűnik vagy csökken a fájdalom, de a halál esetleg hamarabb bekövetkezik, mint a beavatkozás nélkül (ezt ez eljárást egyesek nem is sorolják az eutanázia körébe).

### Passzív eutanázia
„Meghalni hagyás”: életfenntartó vagy életfunkciókat helyreállító (újraélesztő) eljárások elmulasztása, illetve abbahagyása. Az eljárásokat illetően különbséget szoktak és kell tenni az úgynevezett „rendes”, „arányos”, szokásos eljárások és az aránytalan, rendkívüli és „túlbuzgó” terápiás eljárások elhagyása, illetve leállítása között.

## Magyarországi szabályozása

### Aktív eutanázia
Magyarországon az aktív eutanázia tiltott.
Karsai Dániel alkotmányjogász 2023. augusztus 10-én saját betegsége kapcsán keresetet nyújtott be a strasbourgi Emberi Jogok Európai Bíróságához, mivel álláspontja szerint az életvégi döntések meghozatalának magyarországi tilalma az alapvető emberi jogokat (emberi méltóságból fakadó önrendelkezési jogot, az embertelen, megalázó bánásmód tilalmát és a világnézeti meggyőződés szabad megválasztásához való jogot) sérti.

### Passzív eutanázia
A passzív eutanázia engedélyezését, eseteit, feltételeit Magyarországon az 1997. évi CLIV. törvény szabályozza:
- A cselekvőképes beteget megilleti az ellátás visszautasításának joga, kivéve, ha annak elmaradása mások életét vagy testi épségét veszélyeztetné.

Főszabály szerint 18. életévet betöltött személy élhet e jogával, kivéve, ha mások életét betegsége veszélyeztetné, például járványügyi szempontból kórházi ápolás kötelező egyes betegségeknél (pl. veszettség).
- A beteg minden olyan ellátást, amelynek elmaradása esetén egészségi állapotában várhatóan súlyos vagy maradandó károsodás következne be, csak közokiratban vagy teljes bizonyító erejű magánokiratban, illetve írásképtelensége esetén két tanú együttes jelenlétében utasíthat vissza. Ez utóbbi esetben a visszautasítást az egészségügyi dokumentációban rögzíteni kell, amelyet a tanúk aláírásukkal hitelesítenek.

Például visszautasíthatja a gyógyszeres, kemoterápiás, onkológiai kezeléseket, feltétel a közokiratba, teljes bizonyító erejű magánokiratba foglalás.
- A betegség természetes lefolyását lehetővé téve az életfenntartó vagy életmentő beavatkozás visszautasítására csak abban az esetben van lehetőség, ha a beteg olyan súlyos betegségben szenved, amely az orvostudomány mindenkori állása szerint rövid időn belül – megfelelő egészségügyi ellátás mellett is – halálhoz vezet és gyógyíthatatlan.

Életmentő beavatkozás például a műtét, az azonnali gyógyszeres kezelés, életfenntartó beavatkozás például az újraélesztés. A súlyos betegségnél feltétel, hogy rövid időn belül halálhoz vezessen.
- Az életmentő, életfenntartó beavatkozás visszautasítása csak akkor érvényes, ha egy háromtagú orvosi bizottság a beteget megvizsgálja és egybehangzóan, írásban nyilatkozik arról, hogy a beteg döntését annak következményei tudatában hozta meg, illetve, hogy a súlyos, halálhoz vezető betegség fennáll, továbbá a beteg az orvosi bizottság nyilatkozatát követő 3. napon – két tanú előtt – ismételten kinyilvánítja a visszautasításra irányuló szándékát. Amennyiben a beteg nem járul hozzá az orvosi bizottság vizsgálatához, a kezelés visszautasítására vonatkozó nyilatkozata nem vehető figyelembe.

E szakasz már az eljárást rendezi, csak testület dönthet a kérdésben, az ismételt kijelentés és a tanúk is érvényességi feltételei a nyilatkozatnak.
- A bizottság tagjai a beteg kezelőorvosa, egy – a beteg gyógykezelésében részt nem vevő –, a betegség jellegének megfelelő szakorvos, valamint egy pszichiáter szakorvos.

E szakasz az orvosi testület függetlenségét (gyógykezelésben részt nem vevő orvos), szakértelmét (szakorvos, kezelőorvos, pszichiáter szakorvos) biztosítja.
- A beteg nem utasíthatja vissza az életfenntartó vagy életmentő beavatkozást, ha várandós és előre láthatóan képes a gyermek kihordására.

A terhességnél, várandósságnál a gyermek élethez való joga előnyt élvez a beteg – anya – halálhoz való jogánál, így a törvény elutasítja a várandós anya ilyen irányú kérelmét.
- Az ellátás visszautasításának esetén meg kell kísérelni a beteg döntése hátterében lévő okok – személyes beszélgetés alapján történő – feltárását és a döntés megváltoztatását. Ennek során ismételten tájékoztatni kell a beavatkozás elmaradásának következményeiről.

A törvény szerint a betegnek meg kell adni minden tájékoztatást egészségügyi helyzetéről, személyes beszélgetésre, okok megismerésére van szükség. A törvény vitathatóan a döntés megváltoztatását is célul tűzi ki, mely döntéssel való vitatkozás nyilvánvalóan nem az orvos feladata.
- A beteg a visszautasításra vonatkozó nyilatkozatát bármikor, alaki kötöttség nélkül visszavonhatja.

Akár szóban is vissza lehet vonni az írásban tett nyilatkozatot.
- Cselekvőképtelen és korlátozottan cselekvőképes betegnél, ha az ellátás elmaradása súlyos vagy maradandó károsodás bekövetkezésével fenyeget; nem utasítható vissza.

Tehát például kiskorú gyermeknél a szülők nem utasíthatják vissza a kemoterápiás kezelést, ha a rák még nem előrehaladott stádiumú.
- A cselekvőképtelen és korlátozottan cselekvőképes beteg esetén az életfenntartó vagy életmentő beavatkozás visszautasítására csak abban az esetben van lehetőség, ha a beteg olyan súlyos betegségben szenved, amely az orvostudomány mindenkori állása szerint rövid időn belül – megfelelő egészségügyi ellátás mellett is – halálhoz vezet és gyógyíthatatlan és az egészségügyi szolgáltató keresetet indít a beleegyezés bíróság általi pótlása iránt. A kezelőorvos a bíróság jogerős határozatának meghozataláig köteles a beteg egészségi állapota által indokolt ellátások megtételére. Közvetlen életveszély esetén a szükséges beavatkozások elvégzéséhez bírósági nyilatkozatpótlásra nincs szükség.

Tehát életmentő beavatkozás elmaradása – például gépről való lekapcsolás – esetén bírósági nyilatkozatra van szükség az ellátás visszautasításához, ha a beteg 18 éven aluli.
- A beteget az ellátás visszautasítása során nem szabad semmilyen eszközzel döntésének megváltoztatására kényszeríteni. A beteg az életmentő, életfenntartó beavatkozás visszautasítása esetén is jogosult szenvedéseinek enyhítésére, fájdalmainak csökkentésére irányuló ellátásra.

A garanciális szabály szerint a beteg teljes belátási képességével hozta meg döntését az ellátás visszautasításáról, így nem lehet utólagosan kényszeríteni döntésének megváltoztatására, nem alkalmazhatnak vele szemben különleges, egyedi ápolást, nem különíthetik el, nem változtathatnak az addigi ellátásán, vizsgálatán. A fájdalmak csökkentésére minden beteg jogosult, így az ellátást visszautasító beteg is, akinek szenvedéseit kötelesek az orvosok, orvosi személyzet enyhíteni.

## Szabályozása külföldön

Az eutanázia jogi szabályozása Európában:
Aktív eutanázia engedélyezett
Passzív eutanázia (kezelés elutasítása) engedélyezett
Aktív eutanázia nem engedélyezett, passzív eutanázia nincs szabályozva
Az eutanázia semelyik formája sem engedélyezett

### Egyesült Királyság

#### 2001
A Diane Pretty v. Director of Public Prosecution ügyben a felperes, egy teljes mozgásképtelenséget okozó gyógyíthatatlan betegség végső szakaszában lévő beteg annak megállapítását kérte, hogy a vádhatóság határozata – melyben visszautasította az arra irányuló kérelmét, hogy vállaljon kötelezettséget: nem emel vádat férje ellen emberölés miatt, ha az majd segítséget nyújt halálához – megsértette alapvető emberi jogait, egyebek mellett az embertelen bánásmód tilalmát és az élethez való jogát. Élethez való jogának sérelmét abban látta, hogy a vádhatóság álláspontja megfosztja attól a jogától: ő dönthesse el, kíván-e tovább élni, és határozatával az élethez való jogát élete végigélésének kötelezettségévé változtatta.
A Lordok Háza 2001. november 29-ei ítéletében kimondta: a felperest nem illeti meg a jog ahhoz, hogy a vádhatóság büntetlenséget biztosítson férje számára, ha az közreműködik halálában. Ezzel elvetette az emberölés e módozatának bírósági határozattal történő legalizálását.

#### 2024
Kim Leadbeater (a kormányzó Munkáspárt frakciójának tagja) egyéni képviselői indítványt terjesztett a parlament elé, hogy a gyógyíthatatlan betegségben szenvedők segítség igénybevételével vethessenek véget életüknek. 2024. november 29-én a londoni alsóház 330:275 arányban megszavazta az aktív eutanáziáról szóló törvénytervezetet.
A jogszabály akkor léphet érvénybe, ha az alsóház és a felsőház megegyeznek a törvény végleges szövegéről.
A britek közel kétharmada támogatja az eutanázia intézményét.

## Vélemények

### Egészségügyi Világszervezet
A WHO 1980-ban kimondta, hogy "a modern palliatív kezelés megjelenésével szükségtelenné vált az önkéntes eutanázia törvényesítése."

### Hospice szolgálatok
A haldokló, elsősorban daganatos betegek életminőségét javító szolgálatok vezetőinek állásfoglalása szerint az egyre jobb palliatív terápiák mellett nincs létjogosultsága az eutanáziának. A palliatív terápia a súlyos állapotban lévő, haldokló betegek sokoldalú testi, lelki, szociális ellátása. A palliatív terápia lényege, hogy a beteg életét megpróbálja úgy javítani, hogy élete végéig egy viszonylag elfogadható életminőségben éljen és ne kívánja feltétlenül a halált.

### Magyar Bioetikai Társaság
A társaság 2013-ban nyilatkozatában jelentette ki, hogy elfogadhatatlannak tartja az aktív eutanázia minden formáját, ugyanakkor állítja, hogy "Halálhoz vezető betegségben szenvedő embernek joga van fájdalmának csillapítására, testi és lelki szenvedésének enyhítésére, gondos, szeretetteljes ápolására, lelki gondozásra, hozzátartozói segítségére. A haldokló embert is megilleti az önrendelkezés joga; elutasíthatja a „túlbuzgó gyógyítást” („terápiás túlbuzgóságot”). A rendkívüli, aránytalan, túlságosan terhes beavatkozásokról való lemondás célja nem a halál beálltának siettetése, vagyis nem azonos a passzív eutanáziával és az öngyilkossággal, hanem az élet természetes befejezésének, a halálnak az elfogadását jelenti."

### Magyar Orvosi Kamara
A kamara álláspontja szerint aki orvos, az az életre esküdött fel, azaz az életért küzd. Mivel tehát az orvosok az életre esküdtek, így azt szeretnék, hogy az eutanázia esetleges engedélyezése esetén se az orvosokat kötelezzék a kegyes halál végrehajtására. Az hogy az élet kioltása legyen a célja az orvosnak, ez nem egyeztethető össze a hivatásával és a szakmával.

### Orvosok
Az orvosoknak támpontjai vannak az eutanázia kérdéskörrel való foglalkozáskor. Ilyen a Hippokratészi eskü, melyet diplomázáskor tesznek le, ez az élet tiszteletén, megőrzésén alapszik. Többek értelmezése szerint mind az eskü, mind a minden orvosra vonatkozó Orvosi Etikai Kódex egyértelműen tiltja az aktív és a passzív eutanáziát.